# Kryptonim Cicero
Kryptonim Cicero (org. 5 Fingers) – amerykański film szpiegowski z 1952 roku w reż. Josepha L. Mankiewicza. Scenariusz powstał na motywach książki Ludwiga Carla Moyzischa z 1950 roku pt. Operation Cicero.

## Opis fabuły
Film rozpoczyna scena z parlamentu brytyjskiego. Podczas jednej z jego sesji w październiku 1950 roku, jeden z deputowanych zwraca się do ministra spraw zagranicznych rządu JKM z formalnym pytaniem, czy wydana dopiero co książka byłego niemieckiego attaché wojskowego w Turcji, opisująca działalność niemieckiego agenta na terenie ambasady brytyjskiej w tym kraju, opisuje autentyczne wydarzenia. Odpowiedź jest twierdząca, a dalsza treść filmu to retrospekcja wydarzeń jakie rozegrały się w Turcji w 1944 roku.
Wtedy to u attaché niemieckiej ambasady w Ankarze zjawia się zaufany lokaj brytyjskiego ambasadora i proponuje mu kupno fotokopii tajnych dokumentów z sejfu ambasady. Po konsultacjach z Berlinem Niemcy przystają na propozycję – agent otrzymuje kryptonim "Cicero" i za pokaźne sumy zaczyna regularnie dostarczać nazistom filmy z supertajnymi dokumentami o olbrzymim znaczeniu. "Cicero" pozyskuje dla swoich planów hrabinę Stawiską – polską arystokratkę, pozbawioną środków do życia uciekinierkę z Polski u której męża służył przed laty. Jego ostatecznym celem jest zdobycie pokaźnej sumy, pięknej hrabiny i wspólna ucieczka do Ameryki Południowej. Jednak sprytna arystokratka wyprowadza go w pole – w tajemnicy wyjeżdża do Szwajcarii zabierając wszystkie pieniądze. Wysyła również list do ambasadora brytyjskiego, demaskujący jego zdradzieckiego podwładnego. Jednak sprytny "Cicero" w porę przejmuje list i znajduje wyjście z pułapki. Za znaczną sumę pieniędzy sprzedaje Niemcom fotokopie dokumentów dotyczących lądowania aliantów w Normandii i wymykając się ścigającym go agentom obu wywiadów, przedostaje się do Ameryki Południowej. Po pewnym czasie, pędzącemu wielkopańskie życie "Cicero" składają wizytę dyrektor jego banku i szef miejscowej policji. Od nich dowiaduje się, że otrzymywane od Niemców funty szterlingi, które przywiózł ze sobą są fałszywe. Jedyną pociechą dla zdruzgotanego szpiega jest informacja, że identyczne fałszywki wykryto również w Szwajcarii.

## Obsada aktorska
- James Mason – "Cicero"
- Danielle Darrieux – hrabina Anna Staviska
- Michael Rennie – agent brytyjskiego wywiadu Colin Travers
- Walter Hampden – ambasador Sir Frederic Taylor
- Oskar Karlweis – Moyzisch (attaché niemieckiej ambasady)
- Herbert Berghof – pułkownik von Richter
- John Wengraf – ambasador Franz von Papen
- Ben Astar – agent Gestapo Siebert
- Roger Plowden – agent brytyjskiego wywiadu McFadden
- Alfred Zeisler – generał SS Kaltenbrunner
- Nestor Paiva – ambasador Turcji
- Richard Loo – ambasador Japonii
- Otto Waldis – konduktor w pociągu do Stambułu
- Lumsden Hare – członek parlamentu
- Stanley Logan – członek parlamentu
- Marc Snow – bankier

i inni.

## O filmie

### Osnowa
Film oparty jest na faktach (tak też podają napisy początkowe). Dostarczyła ich autobiograficzna książka Ludwiga Carla Moyzischa – attaché wojskowego poselstwa Niemiec w Turcji podczas II wojny światowej – opublikowana w 1950 roku. Według niej Moyzisch kupował mikrofilmy tajnych dokumentów wykradzionych przez pracownika brytyjskiej ambasady w Ankarze (Elyasa Baznę), posługującego się kryptonimem "Cicero". Były to najwyższej wagi materiały dotyczące planów najważniejszych operacji strategicznych i dyplomatycznych ustaleń aliantów (m.in. operacji "Overlord"). Podobnie jak ukazano to w filmie wywiad niemiecki nie dał wiary przekazywanym informacjom, podejrzewając "Cicero" o "podwójną grę". Również wątek posłużenia się przez niemiecki wywiad sfałszowanymi banknotami funtowymi w tej sprawie jest prawdziwy, a także afera jaka wybuchała po publikacji książki Moyzischa, której kulminacyjnym momentem była interpelacja złożona w Izbie Gmin 18 października 1950 roku przez deputowanego W. S. Shepherda do sekretarza stanu Ernesta Bevina. Był to w ogóle jedyny film Mankiewicza (przede wszystkim pisarza, autora scenariuszy większości swoich filmów) bazujący na scenariuszu nie będącym wyłącznie jego autorstwa. 
W filmie, oprócz głównego bohatera, przedstawionych jest kilka autentycznych postaci (von Papen, Kaltenbrunner), jednak niektórym z nich zmieniono nazwiska na brzmiące bardziej angielsko – Elyas Bazna ("Cicero") to Ulysses Diello, a jego pracodawca sir Hughe Knatchbull-Hugessen w filmie występuje jako sir Frederic Taylor. Wątek zubożałej, polskiej hrabiny Anny Staviskiej jest fikcyjny, stworzony dla potrzeb fabuły filmu.

### Odbiór i krytyka
Film miał przeciętną oglądalność. Na 119 premier kinowych w Ameryce Północnej (USA i Kanada) w 1952 roku, uplasował się na 86 miejscu z przychodem 1 350 tys. dolarów. 
Obraz spodobał się natomiast bardzo krytykom – chwalono kunszt reżyserski Mankiewicza i wysoki poziom aktorski (zwłaszcza Jamesa Masona i Danielle Darrieux) oraz oprawę muzyczną filmu autorstwa Norberta Brodine. Po latach, kreację Masona uważano za jedną z najlepszych w jego aktorskiej karierze. Ubolewano nad werdyktem Amerykańskiej Akademii Filmowej, która w kategoriach w jakich film był nominowany, ostatecznie przyznała nagrody filmowi Cecila DeMille’a Największe widowisko świata. Równie pochlebne recenzje film utrzymał w następnych dekadach. W rankingu popularnego, filmowego serwisu internetowego Rotten Tomatoes obraz posiada obecnie (2020) stuprocentową, najwyższą, pozytywną ocenę "czerwonych pomidorów".

### Nagrody
W 1953 roku film otrzymał dwie nominacje do nagrody Oskara – dla najlepszego reżysera i za najlepszy scenariusz adaptowany oraz nagrodę Złotego Globu za najlepszy scenariusz. W tym samym roku Mankiewicz otrzymał nominację do nagrody Amerykańskiej Gildii Reżyserów Filmowych (DGA), a Wilson nominację do nagrody Amerykańskiej Gildii Scenarzystów. Również w 1953 film był nominowany do nagrody National Board of Review (NBR) oraz otrzymał nagrodę Edgara za najlepszy scenariusz dla Wilsona i Langa

### Plenery
Filmy kręcony był w autentycznych plenerach – Stambule i Ankarze – co według krytyków dodało mu autentyczności i stało się jego dodatkowym atutem.  